# Anvar Khozhimirzaev
Anvar Khozhimirzaev (Namangán, 21 de octubre de 1994) es un futbolista uzbeko que juega en la demarcación de delantero para el FK Dinamo Samarcanda de la Super Liga de Uzbekistán.

## Selección nacional
Hizo su debut con la selección absoluta de Uzbekistán el 27 de enero de 2025 contra Jordania en un partido amistoso que finalizó con un resultado de empate a cero.

## Clubes
| Club                 | País       | Año       | Partidos | Goles |
| -------------------- | ---------- | --------- | -------- | ----- |
| FC Istiqlol Fergana  | Uzbekistán | 2017-2019 |          | 19    |
| Navbahor Namangan    | Uzbekistán | 2020      | 0        | 0     |
| FK Neftchi Fergana   | Uzbekistán | 2020      | 14       | 0     |
| Kokand 1912          | Uzbekistán | 2021-2023 | 47       | 19    |
| FK Dinamo Samarcanda | Uzbekistán | 2024-     | 35       | 11    |